# Mahwah
El municipio de Mahwah (en inglés: Mahwah Township) es un municipio ubicado en el condado de Bergen en el estado estadounidense de Nueva Jersey. En el año 2010 tenía una población de 25.890 habitantes y una densidad poblacional de 381,3 personas por km².

## Geografía
El municipio de Mahwah se encuentra ubicado en las coordenadas 41°05′19″N 74°08′38″O / 41.08861, -74.14389.

## Demografía
Según la Oficina del Censo en 2000 los ingresos medios por hogar en el municipio eran de $79,500 y los ingresos medios por familia eran $94,484. Los hombres tenían unos ingresos medios de $62,326 frente a los $42,527 para las mujeres. La renta per cápita para la localidad era de $44,709. Alrededor del 2% de la población estaba por debajo del umbral de pobreza.